# Bagrationi Tinatini mingréliai fejedelemné (?–1680)
Bagrationi Tinatini (1620 előtt/körül –  1680), grúzul: თინათინი (იმერეთის მეფის ალექსანდრე III-ის ასული), törökül: Megrel Prensesi Tinatin Bagrationi, oroszul: Тинатин Имеретинская, дочь Имеретинского царя Александра III, grúz (imereti) királyi hercegnő, mingréliai fejedelemné. A Bagrationi-ház imereti ágából származott. A nagynénje volt ifjabb Bagrationi Tinatini mingréliai fejedelemnének és a mostohaanyja az unokahúga férjének, IV. (Dadiani) Leó mingréliai fejedelemnek.

## Élete

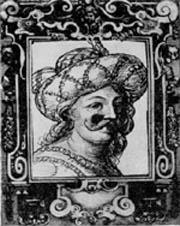
Tinatini apja, III. Sándor, Imereti királya

A grúziai Imereti uralkodócsaládjának, a Bagrationi-háznak a tagjaként III. Sándor imereti királynak a lánya. Anyja Gurieli Tamar, II. Mamia guriai fejedelem lánya. Szülei 1618-ban házasodtak össze, de 1620-ban elváltak.
Első férje Rosztom/Giorgi-Lasa Gosadze (–1663 előtt) herceg, de tőle nem születtek gyermekei.
Másodszorra 1663-ban ment férjhez III. (Dadiani) Leó mingréliai fejedelemhez, akitől egy fia született, és férje előtt egy évvel halt meg 1680-ban.

## Gyermeke
- Első férjétől, Rosztom/Giorgi-Lasa Gosadze (?–1663 előtt) hercegtől, nem születtek gyermekei
- Második férjétől, III. (Dadiani) Leó (Saman Daula) (?–1681) mingréliai fejedelemtől, 1 fiú:
  - Manucsar (1663 körül–1680 körül) herceg és trónörökös, 1. felesége Gurieli N. guriai hercegnő, III. György guriai fejedelem lánya, 2. felesége Bagrationi Daredzsani (1665–1739) imereti és kaheti királyi hercegnő, I. Aecsilinek, Imereti és Kaheti királyának a lánya, nem születtek gyermekei